# Марксистская улица (Москва)
Маркси́стская у́лица — улица в Таганском районе ЦАО города Москвы. Пролегает между Таганской площадью и Абельмановской улицей. До 1919 года улица носила название Пустая по располагавшимся на ней пустырям. Современное название образовано от слова «марксист».

## Расположение
Марксистская улица начинается от Таганской площади. После домов № 1 и № 16 пересекается переулком Маяковского. Между домами № 22 и № 24 в улицу вливается улица Гвоздева, а между домами № 3 и № 5 — Марксистский переулок. Между домами № 7 и № 9 в улицу вливается Новоселенский переулок. Марксистская улица заканчивается перекрёстком с Абельмановской улицей, далее продолжаясь как Волгоградский проспект.

## Примечательные здания и сооружения

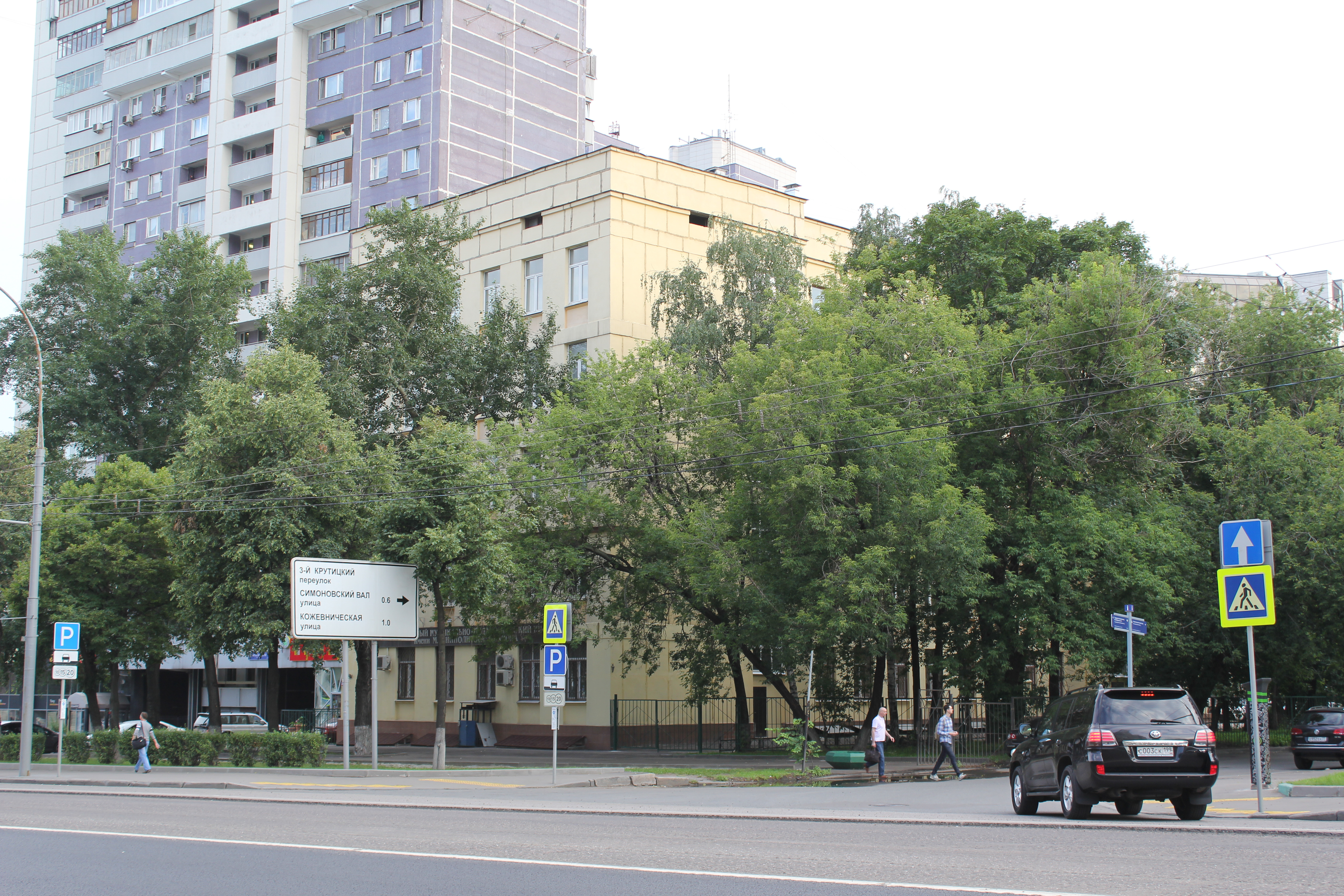
Здание ГМПИ.

- № 3/8/26, стр. 2, 5, 4 — Кардолентная фабрика т-ва Белова. Заявленный объект культурного наследия.
- № 9, стр. 3,  памятник архитектуры (вновь выявленный объект) — Московский старообрядческий Успенский собор «на Апухтинке», 1906—1909, архитектор Н. Д. Поликарпов[1].
- № 9 к. 2 — Школа № 622
- № 34 — Первый Московский часовой завод
- № 36 — Государственный музыкально-педагогический институт имени М. М. Ипполитова-Иванова.

## Общественный транспорт
В начале Марксистской улицы находится станция метро «Марксистская», получившая название по этой улице, и станции метро «Таганская (кольцевая)» и «Таганская (радиальная)». Также в непосредственной близости от перекрёстка улиц Марксистской и Абельмановской, на площади Крестьянской заставы, находятся станции метро «Пролетарская» и «Крестьянская застава».
По Марксистской улице проходят автобусы т27, н5 (на всём протяжении улицы в обоих направлениях), т26, 901 (от Таганской площади до переулка Маяковского, в одном направлении).
На улице находятся следующие остановки:
- «Метро „Марксистская“» (д. 1): т27, н5 (на обеих сторонах), т26, 901 (на чётной стороне)
- «Переулок Маяковского» (д. 13/14, стр. 3): т27, н5 (на обеих сторонах), т26 (на чётной стороне)
- «Префектура Центрального округа» (д. 3, стр. 1): т27, н5
- «1-й часовой завод» (д. 34, корп. 8): т27, н5
- «Метро „Пролетарская“» (д. 38): т27, н5